# Travelers Building (Saint Paul)
Le Travelers Building est un gratte-ciel de 101 mètres de hauteur construit de 1988 à 1991 à Saint Paul dans le Minnesota au nord des États-Unis. Il abrite des bureaux sur 17 étages.
L'immeuble a été conçu par l'agence d'architecture Kohn Pedersen Fox Associates
L'immeuble est relié par une passerelle aérienne aux immeubles voisins.